# Stigmaphyllon diversifolium
Espèce
Stigmaphyllon diversifolium, la liane à ravet, est une espèce de plantes à fleurs de la famille des Malpighiaceae. C'est une liane trouvée aux Antilles.

## Synonymes
- Banisteria diversifolia Kunth
- Banisteria ledifolia Kunth
- Stigmaphyllon cordifolium Nied.
- Stigmaphyllon diversifolium var. sericeum
- Stigmaphyllon ledifolium (Kunth) Small
- Stigmaphyllon lineare C. Wright ex Griseb.
- Stigmaphyllon rhombifolium C. Wright
- Stigmaphyllon sericeum C. Wright ex Griseb.

## Description
- Liane atteignant 10 m de long
- Feuilles opposées, elliptiques.
- Inflorescence en cyme multipare.

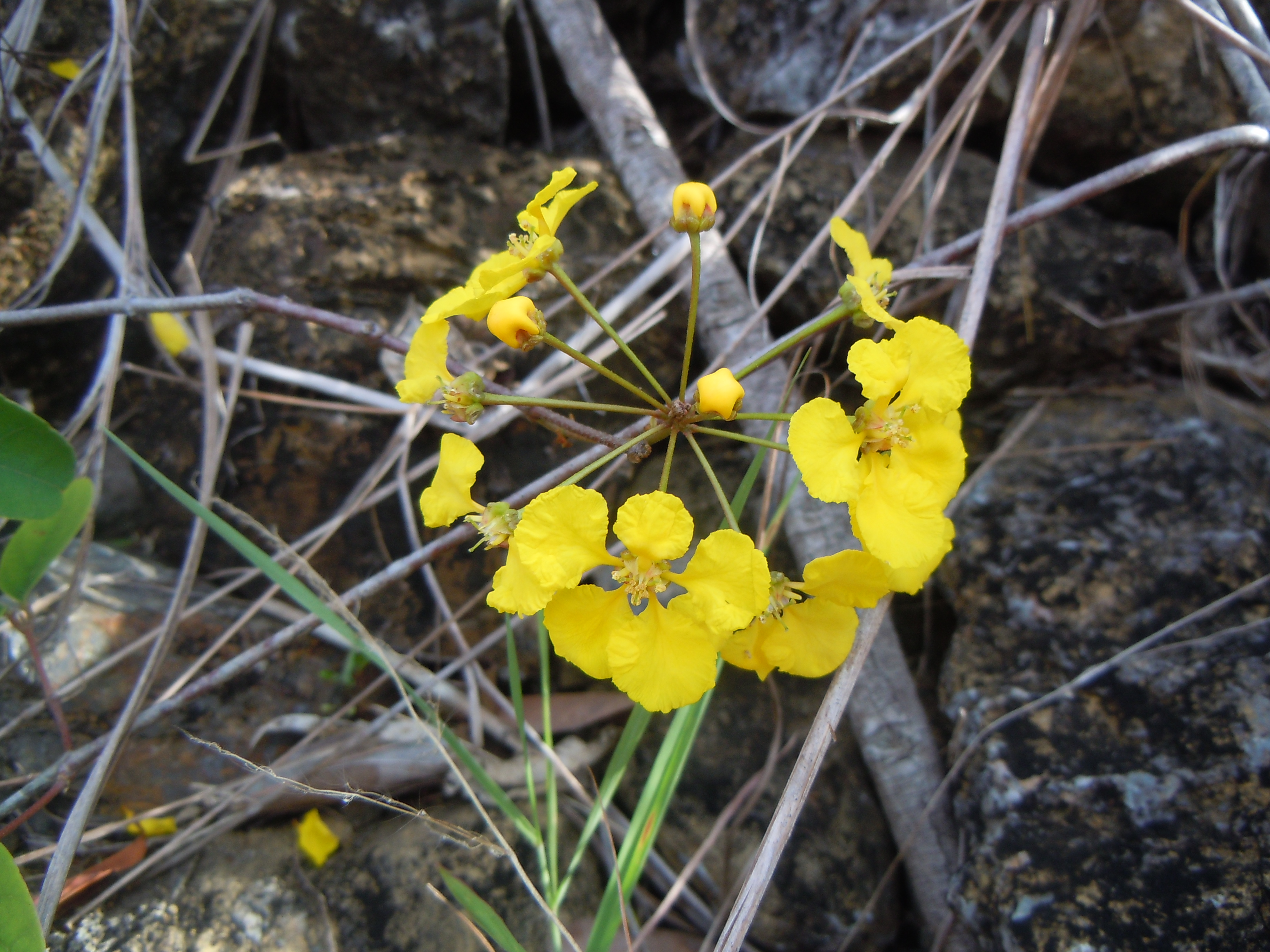
Inflorescence en cyme.
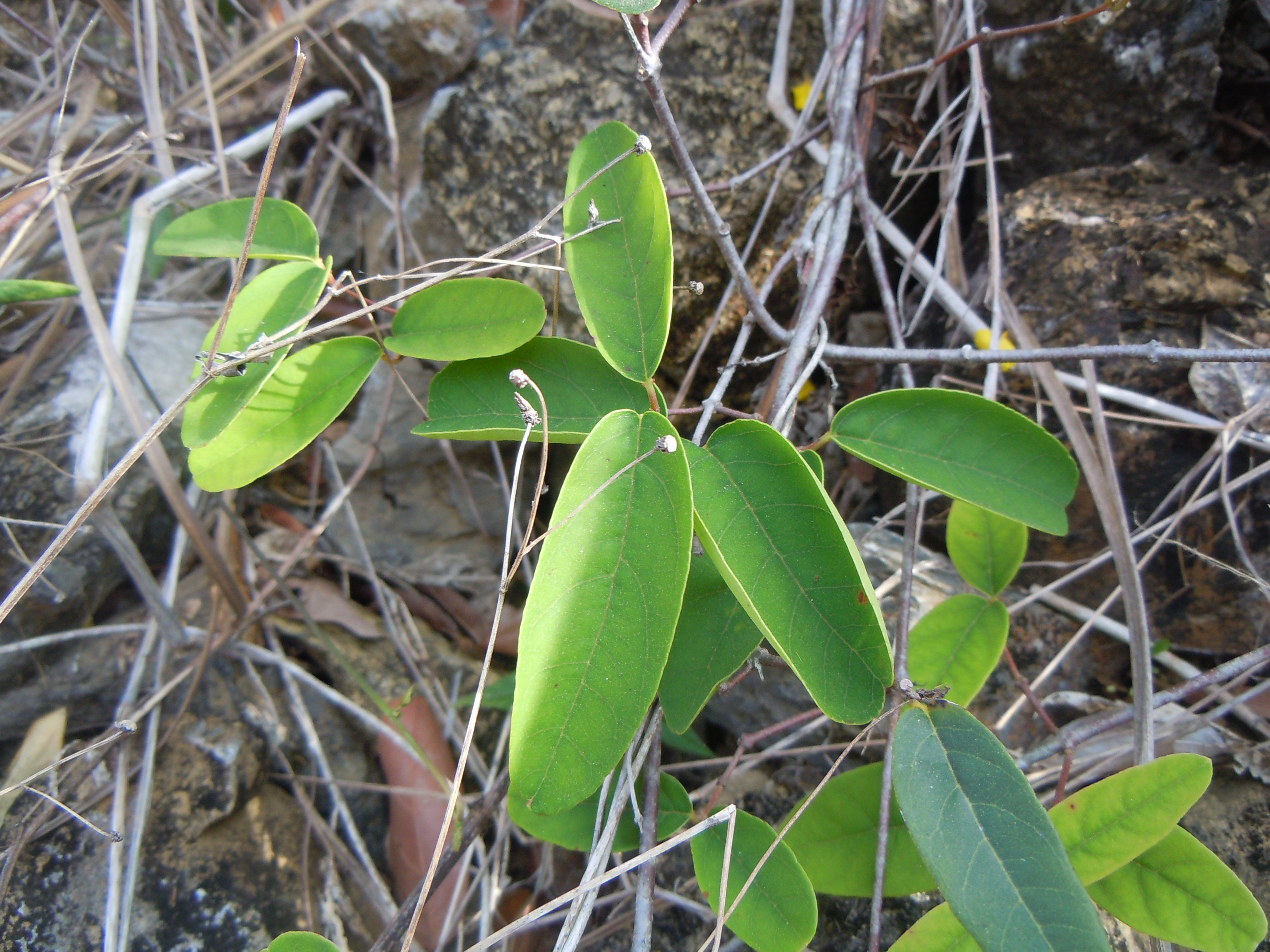
Feuilles.
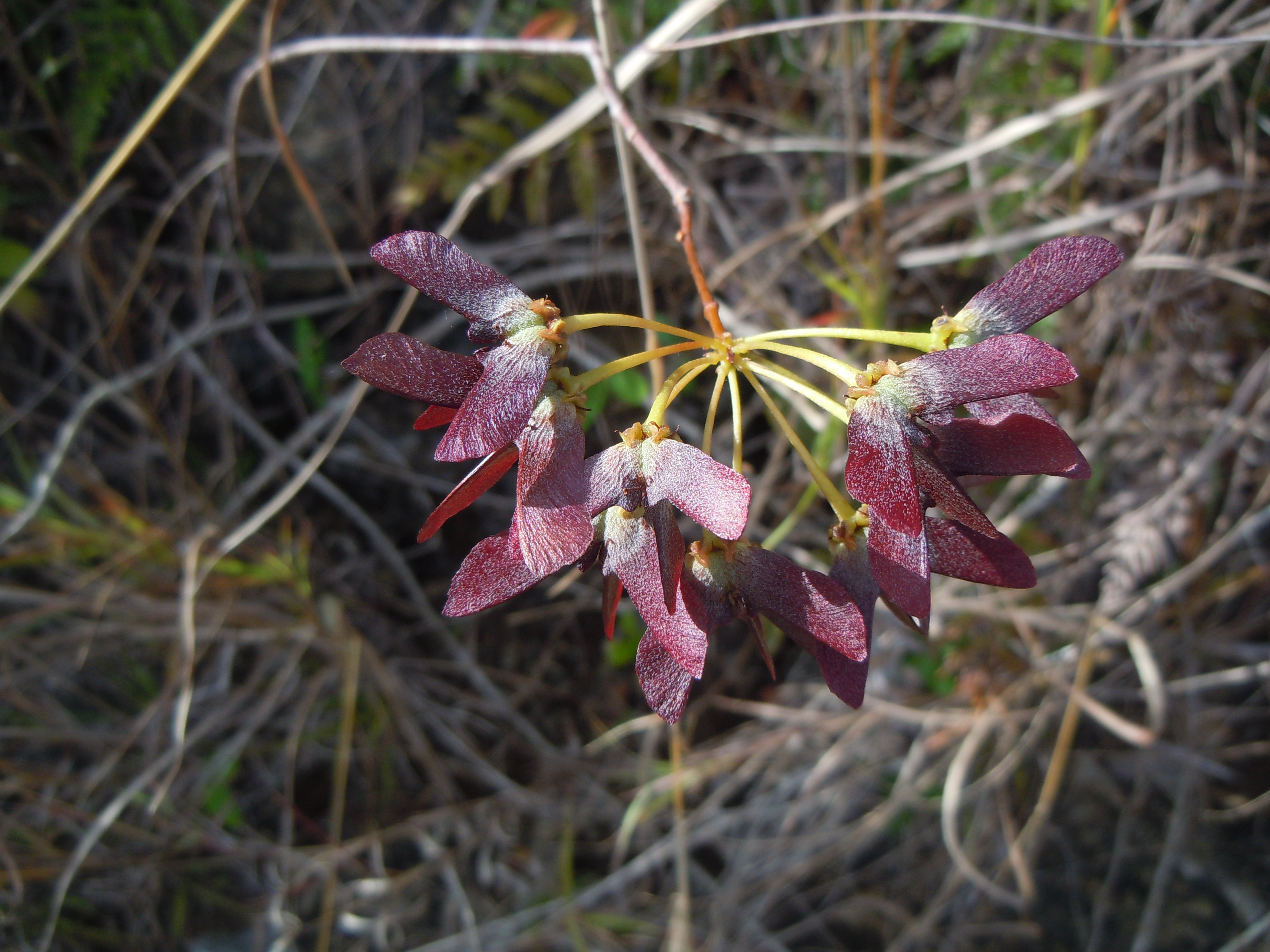
Samares.

## Habitat répartition
Stigmaphyllon diversifolium est présente dans les forêts sèches de Cuba et des Petites Antilles.